# Аксіон
Аксіон (англ. axion) — гіпотетична нейтральна псевдоскалярна елементарна частинка, постульована для збереження CP-інваріантності в квантовій хромодинаміці в 1977 Роберто Печчеї та Гелен Квінн  (див. Теорія Печчеі — Квінн). Аксіон повинен бути псевдоголдстоунівським бозоном, і виникати в результаті спонтанного порушення симетрії Печчеї-Квінн.
Френк Вільчек дав частинці назву торговельної марки прального порошка, тому що аксіон мав «очистити» квантову хромодинаміку від проблем сильного CP-порушення, а також через зв'язок з аксіальним струмом.

## Властивості аксіонов
Аксіон має розпадатися на два фотони, а його маса залежить від вакуумного очікування полів Хіггса {\displaystyle V} як ~ {\displaystyle 1/V}.
В оригінальній теорії Печчеї-Квінн {\displaystyle V} ~ 100 ГеВ і маса аксіона ~ 100 кеВ, що, однак, суперечить експериментальним даним з розпаду {\displaystyle \psi }- і {\displaystyle \Upsilon }-частинок. В модифікованій теорії в рамках  Великого об'єднання значення {\displaystyle V} значно вище і аксіон має бути частинкою малої маси, що дуже слабо взаємодіє з речовиною. Існують роботи, які вводять шкалу мас, зв'язану з масою аксіона, яка значно більша за {\displaystyle V}; це призводить до значно меншої константи зв'язку аксіона з іншими полями і пояснює чому аксіон не спостерігається в експериментах. Широко обговорюються дві моделі такого роду.  В одній із них вводяться нові кварки, які можуть нести (на відміну від відомих кварків і лептонів) заряд Печчеї-Квінн і зв'язані з так званим «адронним» аксіоном (або KSVZ-аксіоном, аксіоном Кіма-Шифмана-Вайнштейна-Захарова). В іншій моделі (так званий GUT-аксіон, DFSZ-аксіон, або аксіон Дайна-Фішлера-Средницького-Житницького) відсутні додаткові кварки, усі кварки несуть заряд Печчеї-Квінн і, крім того, вимагається існування двох хіггсовских дублетів.
Аксіони розглядаються як один із можливих кандидатів на складову «темної матерії» — небаріонну складову прихованої маси в космології.